# Tadeusz Fijas
Tadeusz Fijas (1960) è un ex saltatore con gli sci polacco.

## Biografia
In carriera prese parte a un'edizione dei Campionati mondiali, Seefeld in Tirol 1985 (55° nel trampolino normale il miglior risultato) e a una gara di Coppa del Mondo, il 23 febbraio 1985 a Harrachov, ottenendo l'unico podio in carriera (3°).

## Palmarès

### Coppa del Mondo
- Miglior piazzamento in classifica generale: 40º nel 1985
- 1 podio (individuale):
  - 1 terzo posto